# Брадикардія
Брадикарді́я (дав.-гр. βραδύς повільний та καρδιά серце) — уповільнене серцебиття, іноді симптом деяких захворювань.[джерело?]
Під синусовою брадикардією розуміють таку зміну серцевого ритму, при якій відбувається зменшення частоти серцевих скорочень менше 50 ударів за хвилину, обумовлене зниженням автоматизму синоатріального вузла (водій ритму). Цей водій ритму розміщений у гирлі верхньої і нижньої порожнистих вен, тобто в місці впадання їх в праве передсердя.

## Класифікація

### Синусова брадикардія
Синусова брадикардія доброякісного характеру — це поширене явище, яке супроводжується частотою серцевих скорочень менше 60 раз за хвилину. Зустрічається як у клінічно здорових людей, так і у спортсменів. Дослідження показали, що 50-85 % тренованих людей мають доброякісну синусову брадикардію, у порівнянні з 23 % загальної кількості досліджуваних. Серцевий м'яз спортсменів має більшу масу, тому вимагається менше скорочень, щоб циркулював один і той же обсяг крові.
У патологічних випадках брадикардія може набувати форми синоатриальної блокади, відмови синусового вузла та синдрому брадикардії-тахікардії (фібриляція передсердь, пароксизмальна суправентрикулярна тахікардія).

### Порушення провідності
При відсутності електричного імпульсу від синусового вузла до атріовентрикулярного вузла розвивається атріовентрикулярна вузлова брадикардія. На ЕКГ виражається нормальним комплексом QRS, що супроводжується інвертованою Р-хвилею перед, під час або після комплексу QRS.
При частоті серцевих скорочень менше ніж 50 раз на хвилину розвивається ідіовентикулярний ритм, який ще називають як вентрикулярна брадикардія. Це захисний механізм, коли виникає недостатньо електричних імпульсів, які надходять від передсердь до шлуночків. Може поєднуватись з синусовою брадикардією, атріовентрикулярною блокадою.  
У немовлят брадикардія визначається як частота серцевих скорочень менше 100 скорочень на хвилину, яка в нормі становить близько 120-160. Передчасно народженні діти частіше, ніж доношені, мають високий ризик по розвитку апное і брадикардії. Це може бути пов'язано з центрами головного мозку, які регулюють дихання і можуть бути недостатньо розвинені. В таких випадках рекомендується злегка поворушити дитину чи кувез (інкубатор для недоношених дітей). Подібні дії майже завжди змушують дитину знову починати дихати, або збільшують частоту серцевих скорочень. Медикаменти (теофілін або кофеїн) можуть бути використані для лікування цих станів у дітей у разі необхідності. Стандартна практика відділу інтенсивної терапії новонароджених (NICU) полягає в електронному моніторингу серця та легенів з цієї причини.

#### Класифікація брадикардії за ступенем вираженості клінічних ознак
- легкий ступінь (ЧСС від нижнього показника вікової норми знижується на 10 уд / хв);
- помірна вираженість (ЧСС від нижнього показника вікової норми знижується на 20 уд / хв);
- сильна вираженість (ЧСС від нижнього показника вікової норми знижується на 30 уд / хв);[джерело?]

## Етіологія

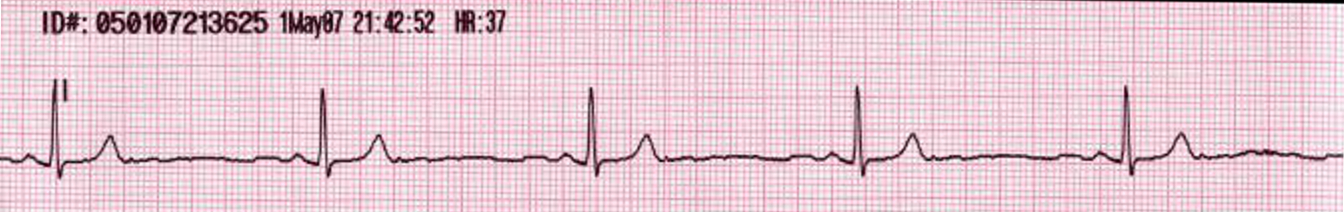
Синусова брадикардія на ЕКГ, реєстрація зі швидкістю 25 мм/сек.

Можливі причини брадикардії:
- Склеротичні зміни в міокарді, що ушкоджують синусовий вузол;
- Дія холоду;
- Підвищення тонусу парасимпатичної нервової системи;
- Підвищення внутрішньочерепного тиску (при набряку мозку, пухлинах, менінгіті, крововиливі в мозок);
- Вплив лікарських препаратів (дигіталіс, хінідин);
- Отруєння свинцем, нікотином;
- Гіпотиреоз (зниження функції щитоподібної залози);
- Голодування, черевний тиф, жовтяниця тощо.
- Подразнення каротидного синусу

Брадикардія може спостерігатись у здорових людей (спортсменів), але здебільшого є ознакою хворобливих станів (характерна при жовтяниці, уремії тощо).
Пульс частий, але число ударів його відстає від рівня температури — відносна брадикардія.

## Діагностика
Діагноз брадикардії у дорослих ґрунтується на частоті серцевих скорочень менше 60 скорочень на хвилину. Це визначається зазвичай пальпацією або за допомогою електрокардіографії.
Якщо хворого хвилюють клінічні симптоми, визначення електролітів може бути корисним для виявлення основної причини.

## Лікування
Лікування брадикардії входить до лікування основної хвороби, симптомом якої вона є, також залежить від того, чи є стан людини стабільним або нестабільним. Якщо є ознаки недостатності кисню, тоді повинне бути забезпечене його додаткове надходження.

### Стабільний стан
Екстрена терапія не потрібна, особливо якщо людина безсимптомна або спостерігається мінімальна проява клінічних ознак.

### Нестабільний стан
Якщо людина знаходиться в нестабільному стані, спочатку рекомендується лікування атропіном, який вводиться внутрішньовенно. Дози менше 0,5 мг не слід використовувати, оскільки це може додатково знизити ЧСС. Якщо подібна терапія неефективна, тоді внутрішньовенно вводиться інтотроп (дофамін, адреналін) або виконується електростимуляція. Електростимуляція також може бути необхідною, якщо причина брадикардії не може бути швидко усунута.
Дітям рекомендується подавати кисень, підтримуючи їх дихання та тонус судин.